# Alias (adresse électronique)
Pour les articles homonymes, voir Alias.
 (avril 2025).
Un alias ou alias e-mail est une adresse électronique qui redirige vers une autre préexistante. Les messages envoyés à l'alias sont directement transférés, sans passer par une boîte de courrier électronique. 
Utiliser un alias permet d'utiliser publiquement une adresse électronique (l'alias), sans en divulguer une autre (l'adresse de réception). Si alias@exemple.com est un alias de adresse@exemple.com, tout message envoyé à alias@exemple.com arrive sur le serveur de messagerie électronique associé à adresse@exemple.com. 
Un cas d'usage peut être de créer un ou plusieurs alias avec des orthographes différentes afin par exemple de s'assurer que les messages arrivent bien malgré une erreur de saisie (ex: fautes orthographiques courantes). 